# Seegefecht beim Kap St. Vincent (1681)
Das Seegefecht beim Kap St. Vincent am 30. September 1681 war ein zweistündiges Gefecht vor der portugiesischen Küste in der Nähe des Kaps St. Vincent. Es endete mit dem taktischen Sieg eines spanischen Geschwaders über eine zahlenmäßig weit unterlegene brandenburgische Flottille. Es war die erste Seeschlacht eines deutschen Geschwaders auf hoher See.

## Vorgeschichte
siehe Hauptartikel: Brandenburgischer Kaperkrieg
Aus der Zeit des Holländischen Kriegs (1672–1679) schuldete Spanien dem brandenburgischen Kurfürsten Friedrich Wilhelm eine Subsidienzahlung von rund 1,8 Millionen Talern, die trotz diplomatischer Bemühungen auch 1680 noch nicht ausgezahlt worden waren. Bereits im September 1680 überraschte ein vom Kurfürsten zu diesem Zweck in den Ärmelkanal beordertes kleines brandenburgisches Geschwader unter Claus von Bevern vor Ostende das dort vor Anker liegende und mit Brabanter Spitzen und Leinen beladene und mit 52 Kanonen bewaffnete spanische Schiff Carolus Secundus und eroberte es im Handstreich. Das Schiff wurde nach Pillau gebracht und dann unter dem Namen Markgraf von Brandenburg in die kurbrandenburgische Flotte eingereiht.

## Das Gefecht
Ermuntert durch die ersten Erfolge seiner Kaperschiffe ließ der Kurfürst ein zweites Geschwader für den Kaperkrieg gegen Spanien bilden. Den Befehl hatte Thomas Alders, dessen Flaggschiff die gerade erbeutete Markgraf von Brandenburg war. Aber auch Spanien hatte inzwischen ein Geschwader zusammengestellt, das die Brandenburger Bedrohung seiner Schifffahrt ausschalten sollte. Als Alders mit seinen sechs zum Teil recht kleinen Schiffen entlang der portugiesischen Küste nach Süden segelte, um aus den spanischen Amerika-Kolonien kommende Konvois abzufangen, sichtete er beim Kap St. Vincent eine größere Anzahl Segel. In der Annahme, es handele sich um den erhofften Geleitzug der Silberflotte, griff Alders an. Statt auf schwerfällige und schwer beladene Frachtschiffe stieß er jedoch auf ein Kampfgeschwader von 12 Galeonen und drei Brandern unter dem Befehl des Marqués von Villafiel, dem Generalkapitän von Galicien. Dieser war mit seinem aus Ferrol und Vigo ausgelaufenen Geschwader auf der Suche nach den Brandenburgern, um diese Bedrohung der spanischen Schifffahrt auszuschalten.
Es kam zu einem zweistündigen Gefecht, das Alders schließlich angesichts der gegnerischen Übermacht abbrach. Er suchte im portugiesischen Hafen Lagos Zuflucht, wo seine Schiffe ihre erlittenen Schäden ausbesserten, während die spanische Silberflotte unbehelligt nach Cádiz einlief. Das brandenburgische Geschwader hatte zehn Tote und dreißig Verwundete zu beklagen. Die Verluste auf spanischer Seite sind nicht bekannt.
Es war die erste Seeschlacht eines deutschen Geschwaders auf hoher See.

## Beteiligte Schiffe

### Spanien
- 12 Galeonen
- 3 Brander

### Kurbrandenburg
- Markgraf von Brandenburg (ex Carolus Secundus, 1680 gekapert), 50 Kanonen
- Fuchs, 20 Kanonen
- Rother Löwe, 20 Kanonen
- Eichhorn, 12 Kanonen
- Prinzess Maria, 12 Kanonen
- Wasserhund, 10 Kanonen